# Zamora (Hiszpania)
Zamora – miasto w północno-zachodniej Hiszpanii, w regionie Kastylia i León, prowincji Zamora nad rzeką Duero. Słynie ono z dużej ilości zabytków sztuki romańskiej (największej na całym Półwyspie Iberyjskim), stąd zwane jest często „romańskim miastem” (na terenie miasta znajduje się ponad 20 kościołów w tym stylu).

## Geografia
Zamora położona jest w środkowym biegu rzeki Duero, około 400 km od jej ujścia do Oceanu Atlantyckiego. Leży ona na wzgórzach po obu stronach rzeki, która przepływa przez nie ze wschodu w kierunku zachodnim, przy czym dużo większa część miasta, wraz z zabytkowym centrum, znajduje się na prawym jej brzegu (po stronie północnej). W obrębie granic administracyjnych miasta do Duero wpada rzeka Valderaduey, strumień Arroyo de Valderrey oraz kilka pomniejszych cieków.
Zamora znajduje się na terenie wyżynnym, w północnej części Mesety na średniej wysokości 652 m n.p.m.

## Historia
Pierwsze ślady pobytu człowieka na terenie miasta pochodzą z epoki brązu, kiedy powstała tu osada założona przez lud Wakceów. Zasiedlali oni te tereny również w okresie epoki żelaza. W ciągu drugiego wieku przed naszą erą ziemie, na których znajduje się Zamora, zostały włączone do cesarstwa rzymskiego. Rzymianie założyli na terenie dzisiejszego miasta osadę o nazwie „Ocellum Durii”, przez którą przebiegała rzymska droga Iter ab Emerita Asturicam, znana później jako Via de la Plata.
W drugiej połowie V wieku n.e., Zamora wraz z większością półwyspu została podbita przez Wizygotów i włączona do ich państwa. W połowie VIII wieku, wraz z upadkiem Królestwa Wizygotów, dostała się pod panowanie arabskie, którzy nazywali ją „Azemur” oraz „Samurah”. W roku 893 miasto zdobył król Asturii Alfons III Wielki i zaludnił je na nowo. Rok 981 to kolejny punkt zwrotny w dziejach Zamory – po zdobyciu jej przez Almanzora została kompletnie zniszczona, po paru latach wróciła jednak w ręce chrześcijańskie. Na początku XI wieku miasto zostało odbudowane i otoczone nowymi murami miejskimi przez Ferdynanda I Wielkiego, króla Kastylii i Leónu. Po śmierci Ferdynanda I i podziale królestwa między potomstwo, gród otrzymała jego córka Urraka. 4 marca 1072 oblegał go jej brat – Sancho II Mocny, król Kastylii, który pragnął zjednoczyć ziemie podzielone testamentem ojca. Po siedmiu miesiącach oblężenia został zamordowany w wyniku zdrady, a oblężenie przerwano. W języku hiszpańskim istnieje przysłowie, którego źródłem jest wspomniane wydarzenie: „no se ganó Zamora en una hora” („w godzinę Zamory nie zdobędziesz”). Odpowiada ono znaczeniowo polskiemu: „nie od razu Kraków zbudowano”.
W 1158 roku miało miejsce w Zamorze półlegendarne wydarzenie znane jako „pstrągowa rebelia”. Według podań, w walce o pierwszeństwo do zakupu pstrąga, dyskryminowany lud podpalił jeden z kościołów, w którym znajdowali się arystokraci. Po spaleniu świątynia została odbudowana jako Santa María la Nueva.
XII stulecie uznawane jest za „złoty wiek” w dziejach miasta – wtedy został ustalony obecny układ urbanistyczny starówki i powstały najbardziej reprezentatywne budynki. Wraz z przesunięciem się frontu rekonkwisty bardziej na południe, Zamora wkroczyła w okres spokoju, który sprzyjał rozwojowi ośrodka miejskiego, jednakże wraz z epoką wielkich odkryć geograficznych jej znaczenie uległo stopniowemu osłabieniu.
W czasie wojny na Półwyspie Iberyjskim Zamora w latach 1809–1813 była okupowana przez wojska francuskie, które przyczyniły się do upadku miasta. Ostatnie dwadzieścia lat XIX w. i początek XX w. to okres powolnego rozwoju, po którym pozostało sporo budynków w stylu secesyjnym.
W czasie hiszpańskiej wojny domowej z lat 1936–1939 miasto pozostawało przez cały okres pod kontrolą sił generała Franco.

## Zabytki

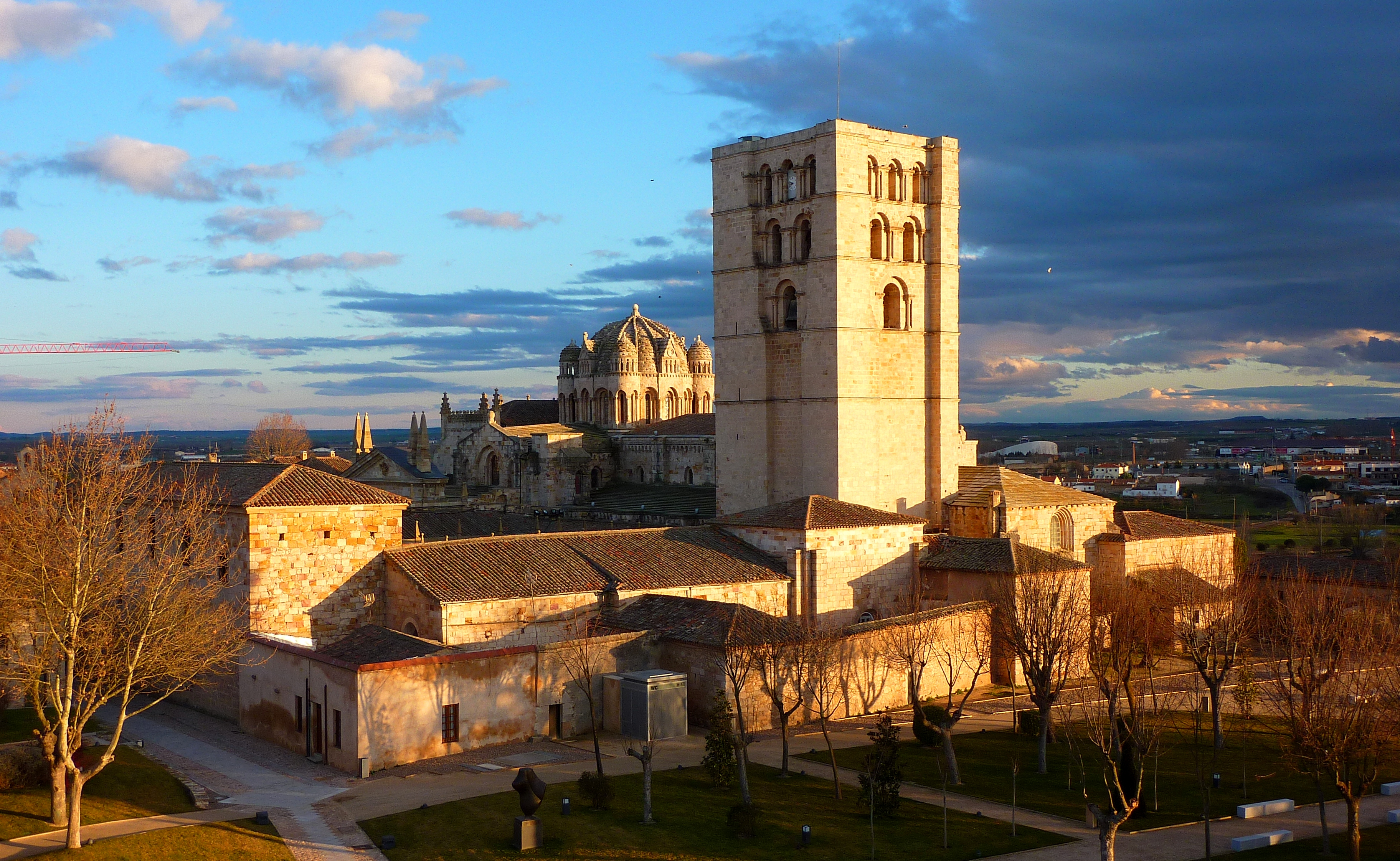
Katedra. Widok z zamku

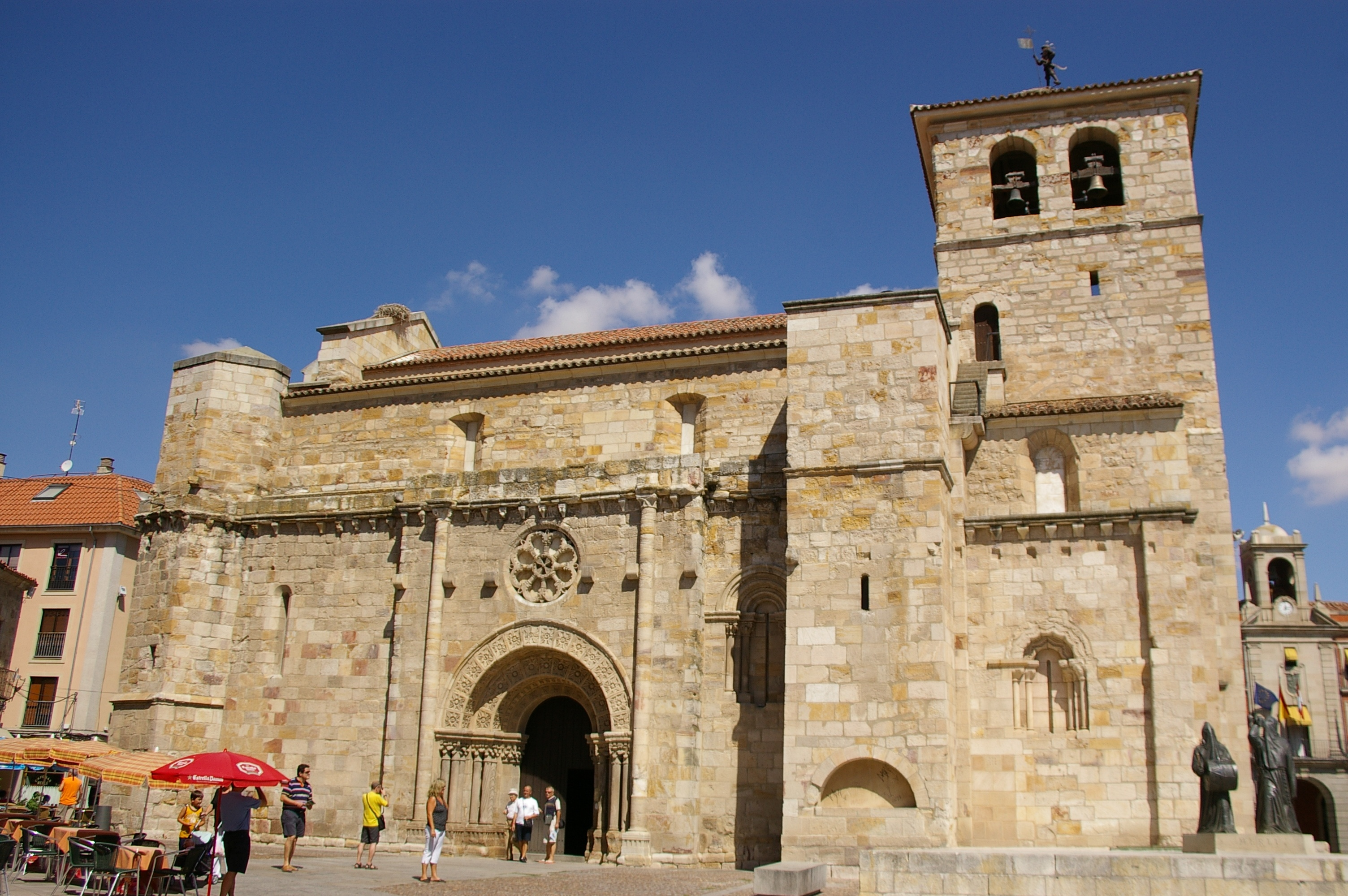
Kościół San Juan de Puerta Nueva

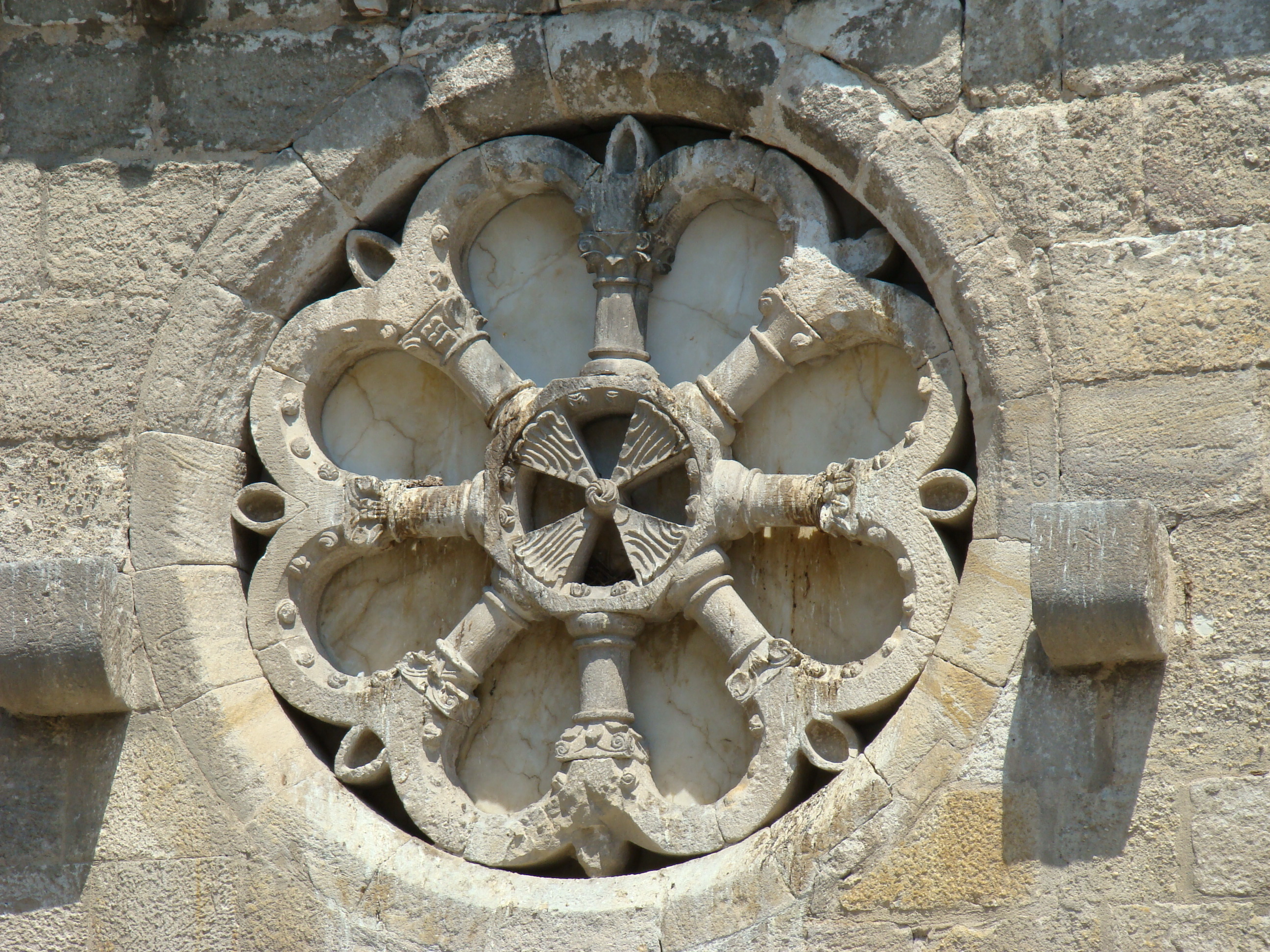
Rozeta nad drzwiami kościoła San Juan de Puerta Nueva

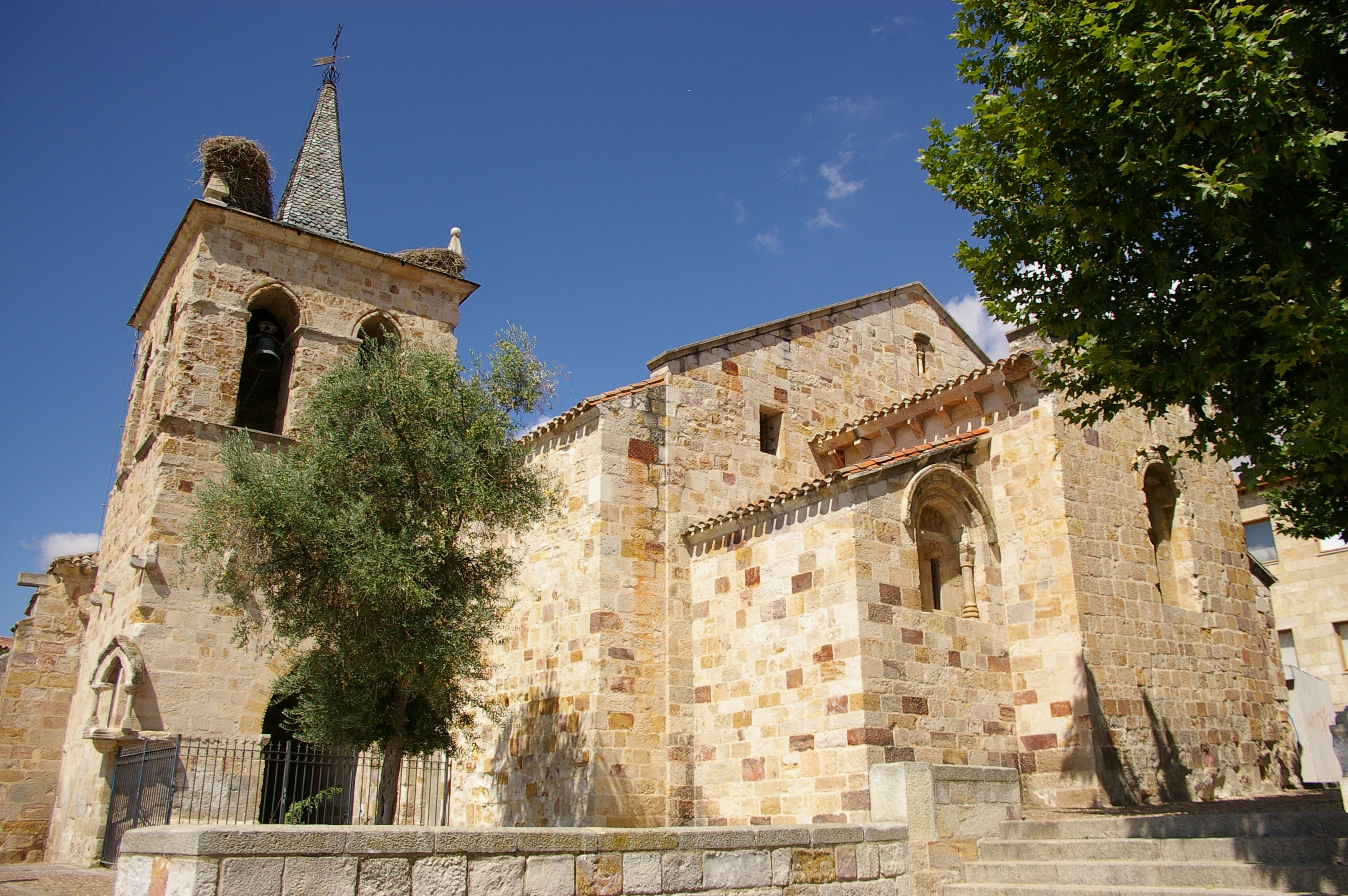
Kościół San Cipriano

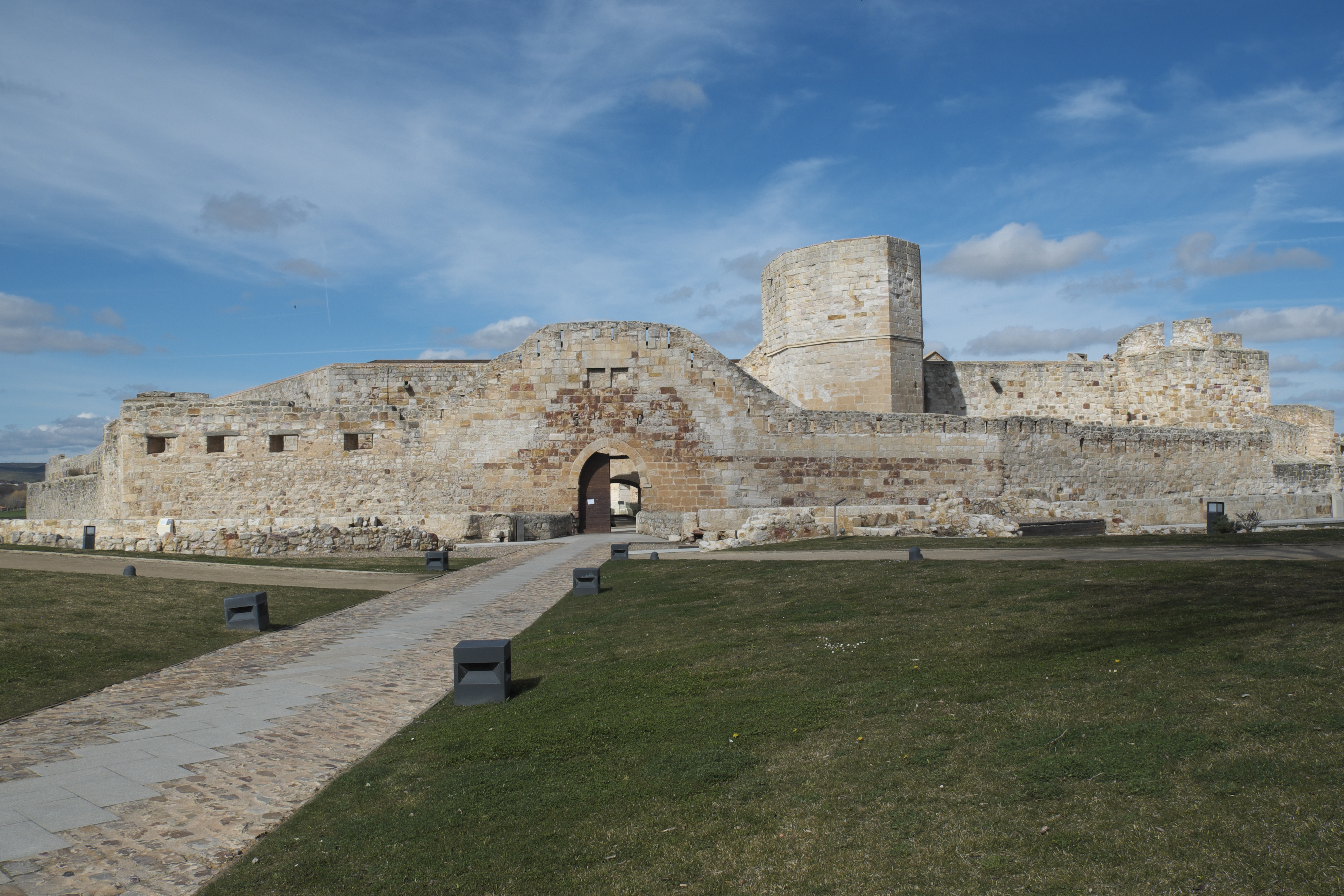
Zamek w Zamorze

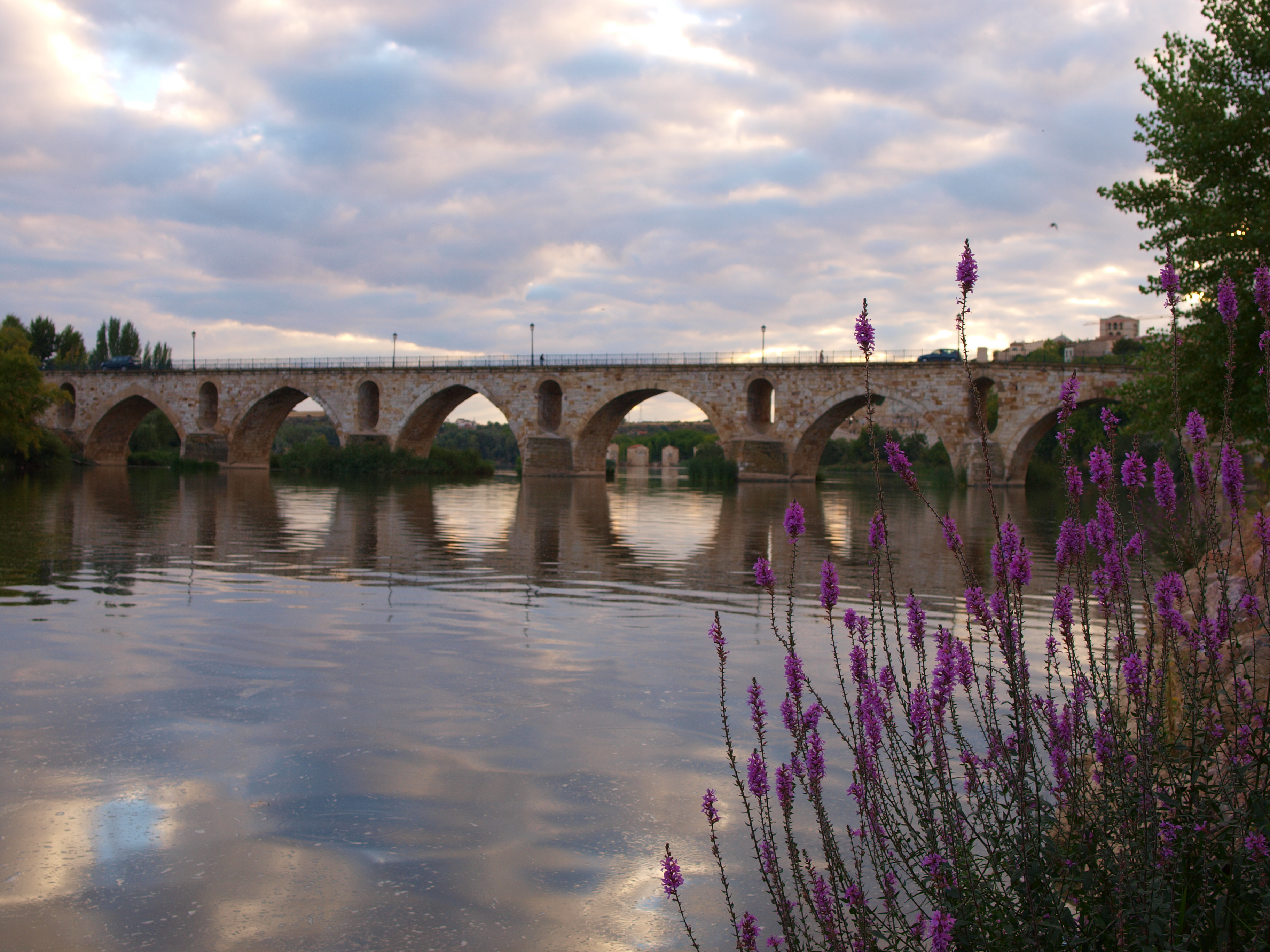
Puente de Piedra

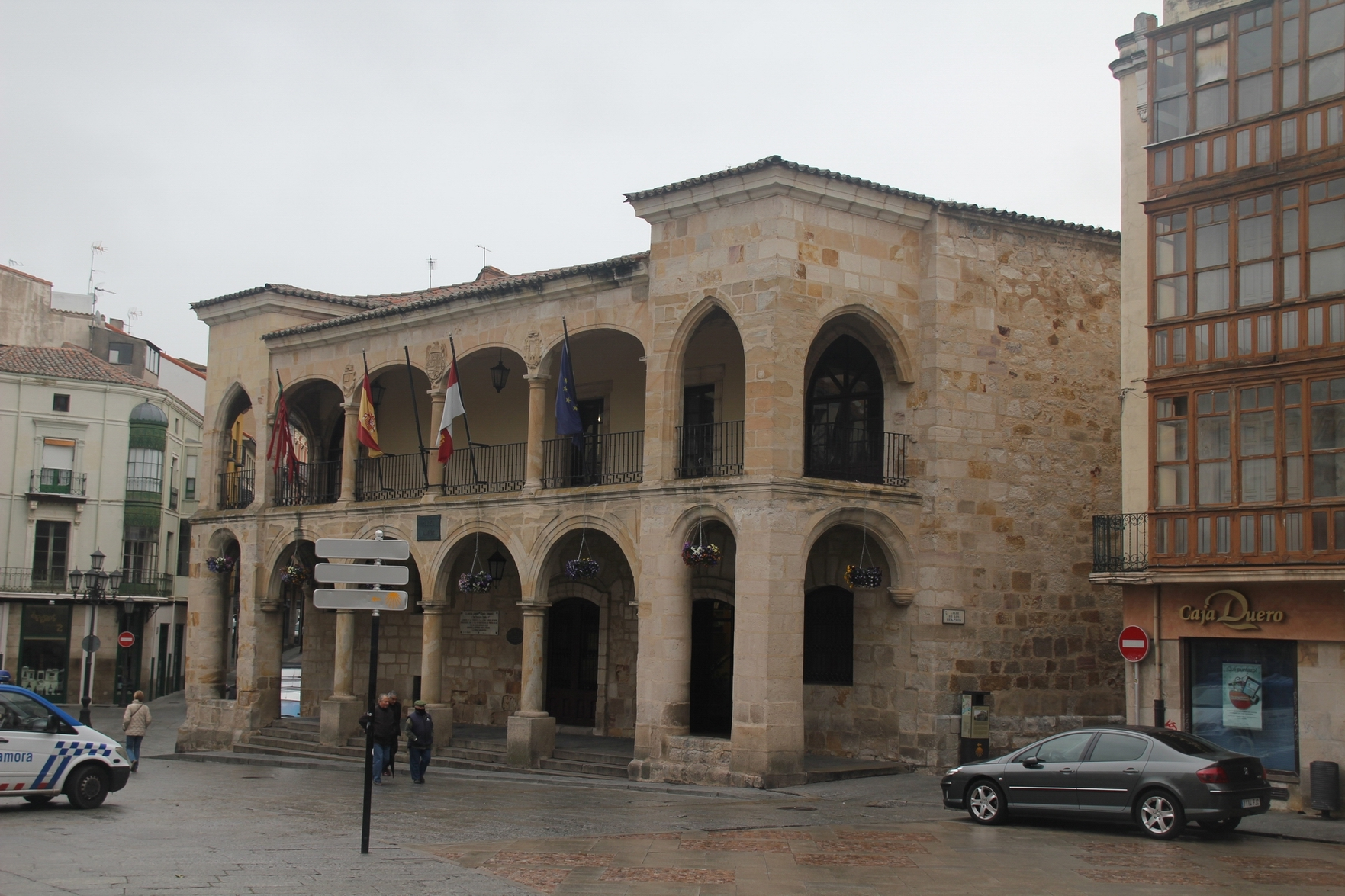
Stary Ratusz

### Architektura sakralna romańska
W Zamorze zachowały się do naszych czasów 23 kościoły romańskie:
- Katedra El Salvador zbudowana w latach 1151–1174[6]. Świątynia ma układ bazylikowy, trójnawowy. Wieża główna kościoła została zlokalizowana od strony zachodniej, w nawie północnej. Ma ona przekrój kwadratowy i jest podzielona po wysokości na 5 odcinków, z czego tylko trzy ostatnie posiadają okna. Na skrzyżowaniu nawy głównej z transeptem znajduje się dodatkowa wieża o charakterystycznej formie i bogatych zdobieniach (hiszp. cimborrio). Jej dach pokryty jest rzeźbioną, kamienną dachówką. Wiele późniejszych kościołów w dolinie rzeki Duero (min. kolegiata w Toro, katedry w Salamance i Palencii) wzorowało się na tym rozwiązaniu architektonicznym. Spośród elewacji budynku na szczególną uwagę zasługuje strona południowa ze swoimi misternymi rzeźbieniami (jedyna w pełni oryginalnie zachowana), tzw. Portada del Obispo. Wewnątrz katedry znajduje się bogate wyposażenie, min. ołtarz z końca XV w – dzieło Fernando Gallego[7][8][9][10].
- Kościół San Isidoro – jednonawowy, ufundowany w XII w. przez Sanchę Raimúndez, córkę księżniczki Urakki, przebudowywany w wiekach XVII i XVIII. Znajduje się w obrębie starówki w bliskiej odległości od zamku i katedry[7][8][9][10].
- Kościół San Claudio de Olivares – znajduje się na przedmieściu Olivares (jest jego najstarszą budowlą), poza murami miejskimi, u stóp wzgórza, na którym wznosi się zamek i katedra. Budynek jednonawowy z połowy XII w. z wydłużoną absydą z końca XII w. Posiada dużo ciekawych detali rzeźbiarskich[7][8][9][10].
- Kościół Santiago de los Caballeros – jednonawowy, mały i prosty w formie kościółek datowany na połowę XI w. Znajduje się poza murami miejskimi u podnóża zamku, na zachód od niego. Przekryty drewnianym dachem, obecnie nie posiada sklepień[7][8][9][10].
- Kościół San Pedro y San Idefonso – zbudowany w pierwszej połowie XII w., przebudowywany w wiekach XV i XVIII. Znajduje się w obrębie starego miasta na skraju skarpy nad rzeką Duero. Pierwotnie posiadał trzy nawy, jednakże w XV w. został przerobiony na obiekt jednonawowy. Do pierwotnego wezwania św. Piotra dodano św. Ildefonsa po tym, jak w roku 1260 sprowadzono do świątyni jego relikwie[7][8][9][10].
- Kościół Santa María Madalena – jednonawowy, zbudowany w XII w. przy głównej osi komunikacyjnej miasta. W latach 1248–1874 należał do Joannitów, następnie przejęty przez biskupstwo Zamory. Budynek posiada dużo detali architektonicznych w stylu romańskim[7][8][9][10].
- Kościół Santa María la Nueva – pierwotna świątynia znajdująca się w tym miejscu została zbudowana w XII w. i nosiła wezwanie San Ramón. Zniszczona w czasie tzw. „pstrągowej rebelii”, została odbudowana w XII w. pod obecnym wezwaniem. Obecnie kościół posiada jedną nawę, jednakże jej duża szerokość sugeruje, iż pierwotna konstrukcja miała charakter trzynawowy. Z detali architektonicznych zwracają uwagę bogato rzeźbione kapitele kolumn okienek romańskich[7][8][9][10].
- Kościół San Cipriano – zlokalizowany w południowej części starego miasta, na skraju skarpy nad rzeką Duero, w obrębie murów. Świątynia zbudowana w wieku XI (przypuszczalnie jako trójnawowa), w czasach późniejszych kilkukrotnie przebudowywana (ostatnia restauracja w 1975 roku). Obecnie kościół posiada jedną nawę[7][9][10].
- Kościół Santa Lucía – wzniesiony w XII w., kompletnie przebudowany w wieku XVII, obecnie należy do Muzeum Zamory[7][9][10].
- Kościół Santa María de la Horta – znajduje się w dzielnicy Horta, poza murami miejskimi. Zbudowany w drugiej połowie XII w. miał konstrukcję jednonawową z kwadratową wieżą w części zachodniej. Późniejsze dobudówki od strony południowej robią zewnętrzne wrażenie dodatkowej nawy bocznej, wewnątrz znajduje się jednak kilka pomieszczeń. Do roku 1535 był własnością Joannitów. Po 1837 roku pełnił funkcje przemysłowe, czego pozostałością jest dobudowany do świątyni komin[7][9][10].
- Kościół Santo Tomé – wzniesiony w XII w. w dzielnicy Horta, poza murami miejskimi jako świątynia trójnawowa, obecnie jednonawowy, wielokrotnie przebudowywany. Do roku 2010 z fasadą południową kościoła licowały inne budynki, które następnie wyburzono[7][9][10].
- Kościół San Juan de Puerta Nueva – kościół parafialny, znajduje się na Plaza Mayor – głównym placu Zamory. Pierwotnie znajdowała się przy nim jedna z bram miejskich stąd Puerta Nueva (Nowa Brama) w nazwie świątyni. Zbudowany w XII w., posiada trzy nawy. Zawiera szereg ciekawych romańskich detali architektonicznych, min. rozetę nad wejściem od strony południowej, będącą jednym z rozpoznawalnych symboli miasta[7][10].
- Kościół San Vincente – zlokalizowany w obrębie starówki, zbudowany na przełomie XII i XIII wieku, później wielokrotnie przebudowywany. Wyróżnia się dobrze zachowaną wieżą z trzema poziomami okien zakończonych łukami ostrymi. Pierwotnie trójnawowy, obecnie posiada jedną nawę[7][9][10].
- Kościół Santiago de Burgo – świątynia trójnawowa z połowy XII wieku, zbudowana przy głównej osi miasta. Do połowy XX w. należała do arcybiskupów z Santiago de Compostela. Zawiera dużo ciekawych szczegółów architektonicznych zarówno na zewnątrz jak i wewnątrz[7][9][10].
- Kościół San Antolín – zbudowany jako romański, wielokrotnie przebudowywany w czasach późniejszych, absyda gotycka[7][9][10].
- Kościół San Esteban – pochodzący z XII wieku, przebudowany w XVIII stuleciu, zlokalizowany poza murami. Obecnie własność miasta – znajduje się w nim Muzeum Baltazara Lobo[7][9][10].
- Kościół San Leonardo – zbudowany na początku XII w., później wielokrotnie przebudowywany. Absyda z XVI w.[7][9][10].
- Kościół San Andrés – jednonawowy, romański, przebudowany w XVI w., znajduje się tuż obok seminarium[7][9][10].
- Kościół Santo Sepulcro – jednonawowy, zbudowany w połowie XII wieku i przebudowany na początku następnego stulecia. Ostatnio restaurowany w latach 2009–2010. Znajduje się na przedmieściach po lewobrzeżnej stronie miasta. Pierwotnie należał do zakonu Bożogrobców, w 1489 roku wraz z włączeniem tego zakonu do Joannitów, również przeszedł w ich ręce. Taki stan utrzymywał się do 1894 roku. Obecnie należy do parafii kościoła San Frontis[7][10].
- Kościół San Frontis – dwunawowy, wzniesiony na początku XIII w., później wielokrotnie przebudowywany. Z dzisiejszej bryły budynku jedynie absyda stanowi pozostałość po pierwotnej konstrukcji. Obecnie świątynia pełni funkcje parafialne dla dzielnicy San Frontis[7][9][10].
- Kościół Sancti Spiritus – jednonawowy, zbudowany na początku XIII w., znajduje się na północny zachód od starego miasta. W roku 2010 został poddany gruntownej odbudowie[7].
- Kościół Santa María de la Vega[7].
- Kościół Nuestra Señora de los Remedios – pustelnia o trzech nawach z początku XIII w., przebudowana w wieku XVIII. Znajduje się tuż za murami od strony północnej. Obecnie świątynią opiekują się siostry miłosierdzia[7][10].

### Architektura sakralna późniejsza
- Kościół San Torcuato – pierwotnie zbudowany w stylu romańskim, gruntownie przebudowany w epoce renesansu, wnętrze barokowe[9][10].
- Klasztor Corpus Cristi z XVI w., należy do sióstr klarysek. Wewnątrz znajduje się obraz Matki Boskiej Virgen del Tránsito[10].

### Architektura obronna
- Zamek – budynek zbudowany na planie rombu w wieku XI w stylu romańskim na zachodnim krańcu Starego Miasta na naturalnym wzniesieniu terenu, obecnie w stanie dobrze zachowanej ruiny, udostępniony do zwiedzania[9][10].
- Mury miejskie z okrągłymi basztami – zbudowane w XI wieku, niegdyś otaczające całe Stare Miasto, w dużej części zachowane[9][10].

### Pozostałe
- Most Kamienny (Puente de Piedra) zwany także Nowym Mostem (Puente Nuevo) – zbudowany w XII wieku, gruntownie odbudowany po powodzi w wieku XVI. Ma długość około 250 m i składa się z 16 łuków ostrych[9].
- Stary Ratusz (Ayuntamiento Viejo)- budynek z końca XV w. – przebudowany gruntownie w wieku XVII i wiekach późniejszych. Swoją pierwotną funkcję pełnił do 1950 r. Obecnie siedziba oddziału policji miejskiej[10].

Oprócz tego w mieście znajduje się kilka pałaców i budynków z XV-XVI (min. Palacio de los momos, Alhóndiga del Pan, Palacio del Cordón, Casa-palacio de los Condes de Alba de Liste) oraz kilkadziesiąt budynków secesyjnych z przełomu XIX i XX w.

## Kultura

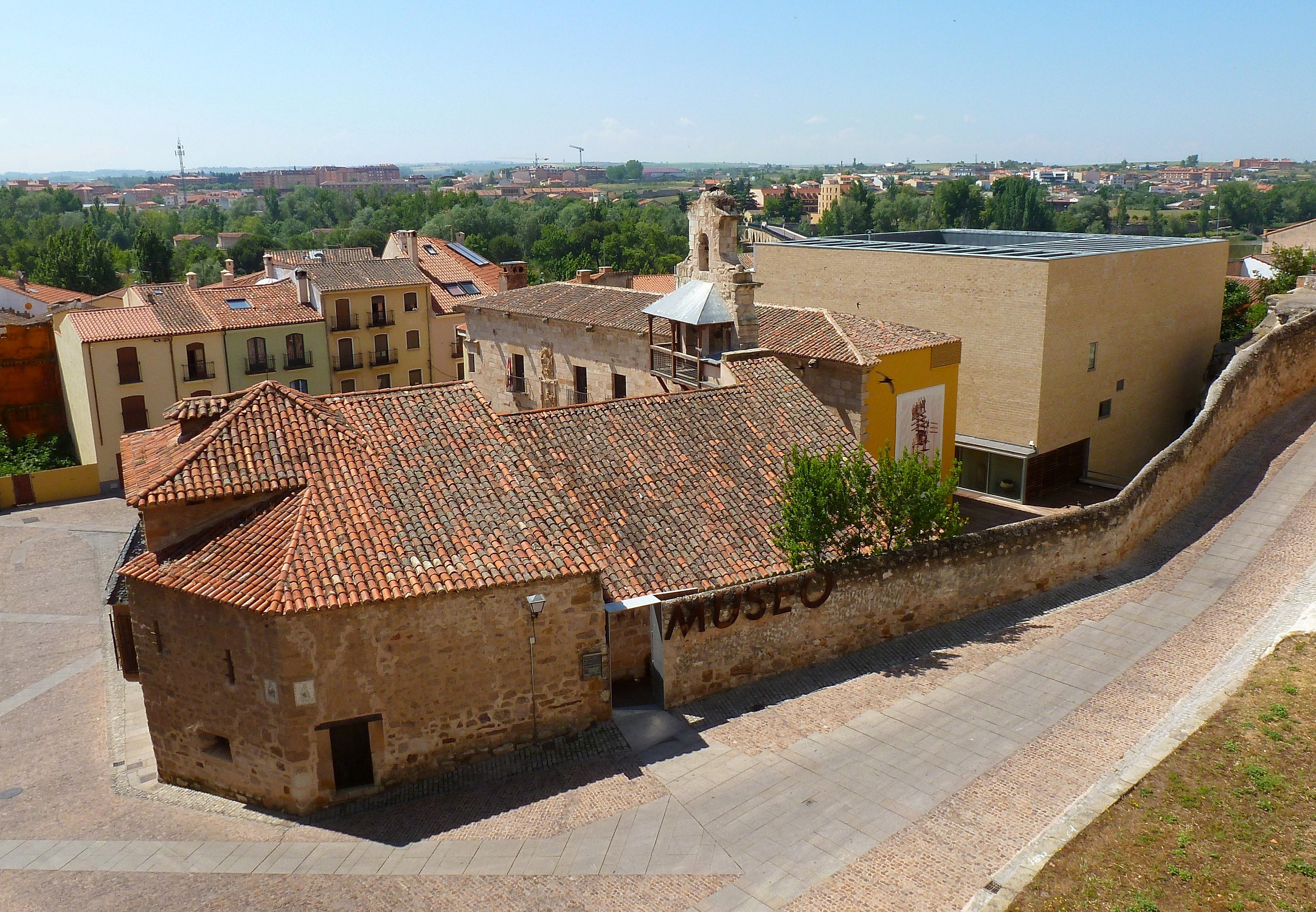
Kośćół Santa Lucía i Muzeum Zamory

W Zamorze znajdują się dwa teatry i kilka muzeów:

### Teatry
- Teatr Główny
- Teatr im. Ramos'a Carrión

### Muzea
- Muzeum Baltazara Lobo
- Muzeum Etnograficzne Regionu Kastylia i León
- Muzeum Zamory
- Muzeum Katedralne
- Muzeum Wielkiego Tygodnia

## Gospodarka
W mieście rozwinął się przemysł spożywczy, skórzano-obuwniczy oraz materiałów budowlanych.

## Sport

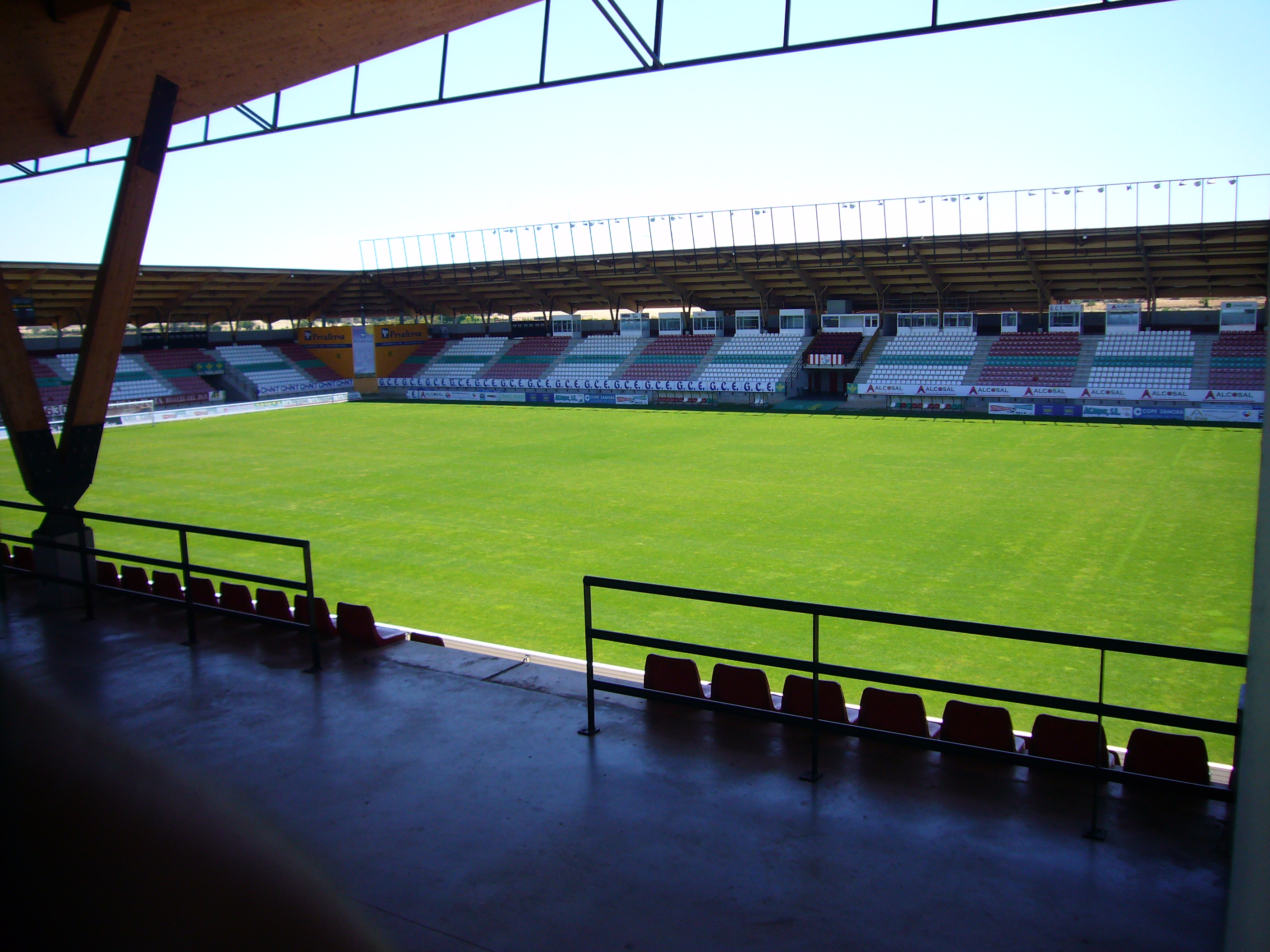
Estadio Ruta de la Plata

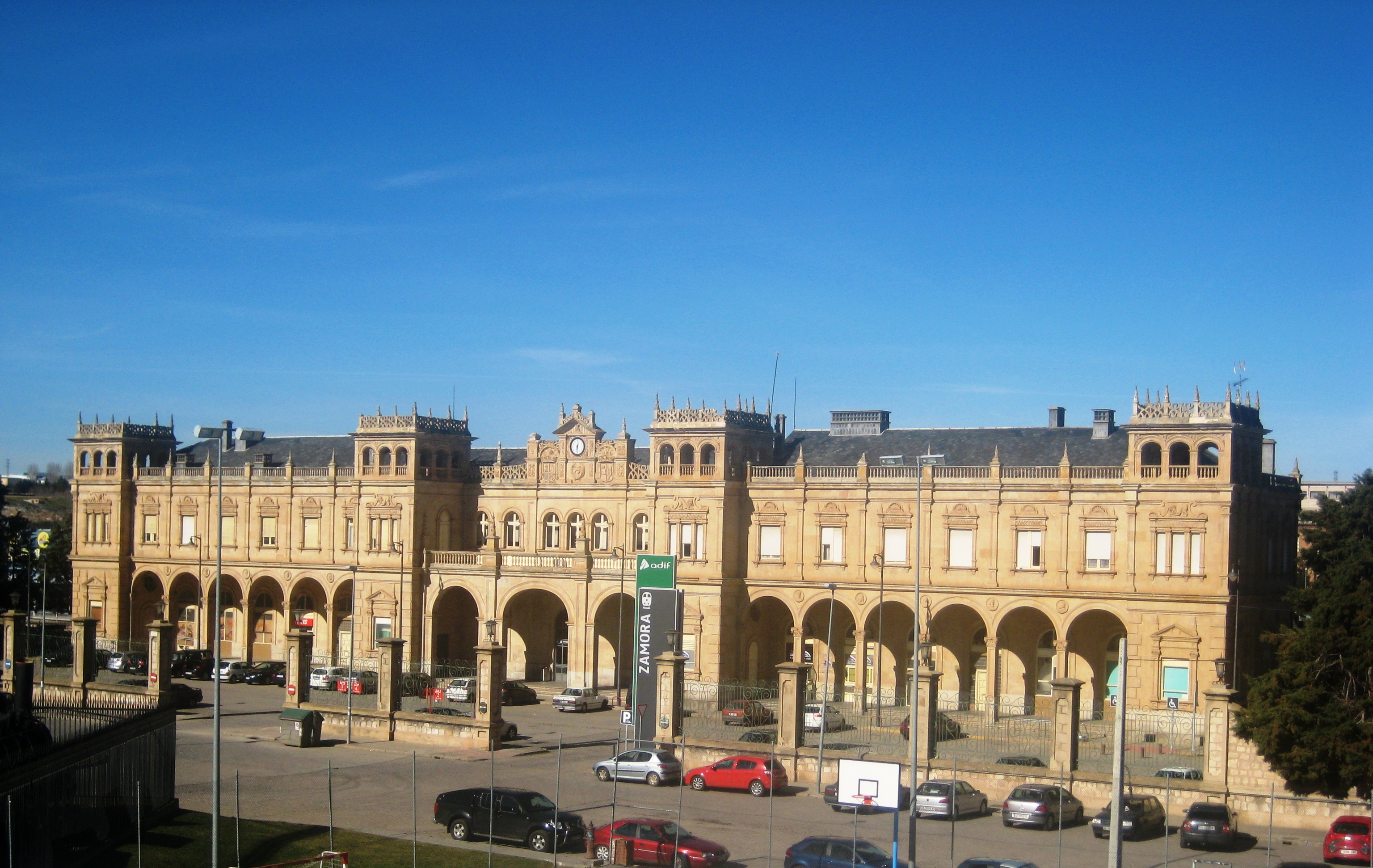
Dworzec kolejowy w Zamorze

W Zamorze działa klub piłkarski Zamora CF. Aktualnie (2014) gra on w hiszpańskiej lidze 2B (Segunda División B). Swoje mecze klub rozgrywa na stadionie Estadio Ruta de la Plata, będącym własnością miasta.

## Transport

### Sieć drogowa
Zamora stanowi ważny drogowy węzeł komunikacyjny, w którym krzyżują się: dwie autostrady (A-66 i A-11), drogi krajowe N-122 i N-630 oraz kilka dróg o znaczeniu lokalnym.

### Kolej
W mieście znajduje się stacja kolejowa Zamora. Zamora posiada bezpośrednie połączenia kolejowe z miastami Galicji (min. A Coruña, Santiago de Compostela, Pontevedra) oraz Kastylii (np. Madryt, Valladolid).

### Komunikacja miejska
W Zamorze działa siedem linii autobusowej komunikacji miejskiej (numery od 1 do 7).

### Transport autobusowy międzymiastowy
Dworzec autobusowy w Zamorze zapewnia połączenia lokalne z innymi miejscowościami prowincji, stolicami prowincji sąsiednich (min. Salamanka, Valladolid), a także dalekobieżne (np. z Madrytem, Barceloną, Bilbao) oraz międzynarodowe (z miejscowościami w Portugalii).

### Lotniska
Zamora nie posiada własnego lotniska. Najbliższe porty lotnicze to: Salamanca (89 km) oraz Valladolid (107 km). Madryckie lotnisko Barajas znajduje się w odległości 270 km od miasta.

## Miasta partnerskie
- Bragança – Portugalia[18]
- Oviedo – Hiszpania[19]
- Yaritagua – Wenezuela[20]
- Altagracia de Orituco – Wenezuela[20]